# جردن مری
جردن ازدواج کرد (انگلیسی: Jordan Marié؛ زادهٔ ۲۹ سپتامبر ۱۹۹۱) بازیکن فوتبال اهل فرانسه است.
از باشگاه‌هایی که در آن بازی کرده‌است می‌توان به باشگاه فوتبال دیژون اشاره کرد.